# Caterina Sagredo Barbarigo

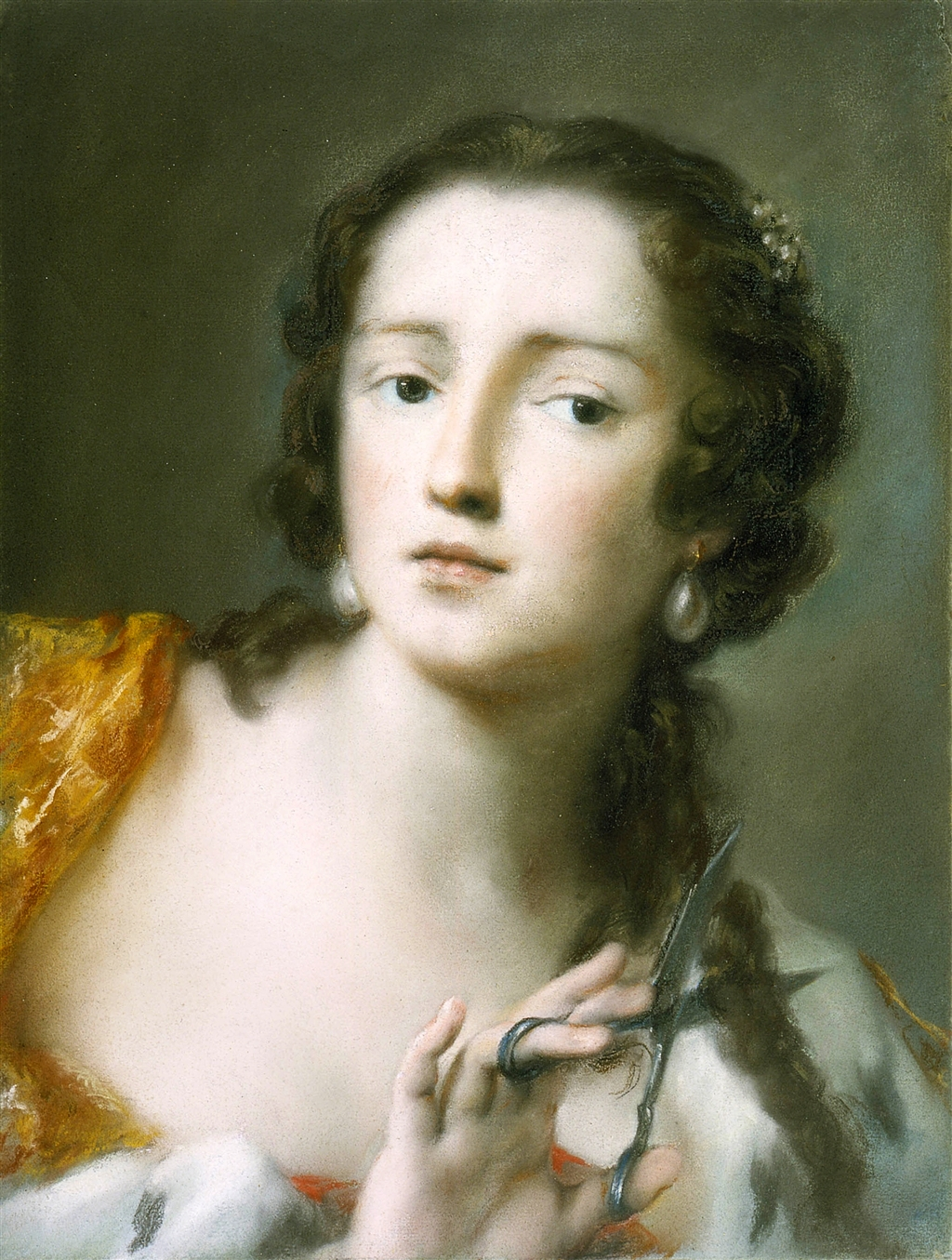
Caterina Sagredo Barbarigo som Berenice av Rosalba Carriera

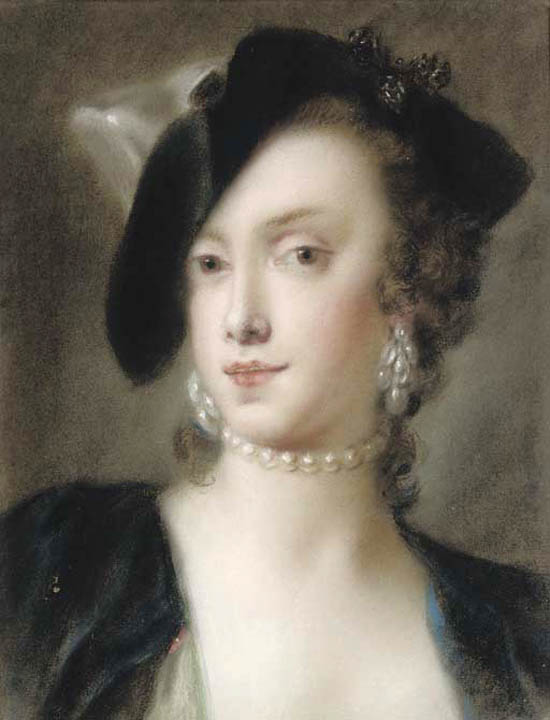
Caterina Sagredo Barbarigo av Rosalba Carriera

Caterina Sagredo Barbarigo, född 1715, död 1772, var en venetiansk salongsvärd. Hon var en av de mest kända gestalterna i Venedig under sin samtid.

## Biografi
Caterina Sagredo Barbarigo var dotter till Gerardo Sagredo och gifte sig 1732 med Antonio Pisaro, och 1739 med Gregorio Barbarigo. Hon var mor till Contarina Barbarigo.
Caterina Sagredo Barbarigo var berömd för sin skönhet och sina intellektuella intressen. Hon beskrivs som en skicklig ryttare och var en känd resenär. Hon höll en litterär salong i Venedig, som har beskrivits som en akademi påminnande om Scipione Maffeis. Hennes salong räknas bland de mest framstående i det samtida Venedig. År 1758 mottog hon Lady Mary Wortley Montagu i sin salong. Hon var också känd som mecenat för Domeniceti i hans arbete med att införa smittkoppsympning i Venedig.
Venedig var under detta sekel känt för sina kasinon, och hon öppnade och drev ett av Venedigs mest berömda privata kasinon vid Guidecca. Hon hade även parallellt ett häststall i byggnaden. Caterina Sagredo Barbarigo var också känd för sin konflikt med Inkvisitionen. Kasinon var förbjudna av inkvisitionen, delvis på grund av att båda könen av patricierklassen där kunde umgås tillsammans. Det betraktades som osedligt och som ett exempel på den större personliga frihet som Venedigs adelsdamer upplevde från sekelskiftet 1700. Den utvecklingen hade börjat sedan Chiara, Maddalena och Laura Contarini, döttrarna till doge Domenico II Contarini, hade slutat bära de rörelsehindrande skorna zoccoli, en sorts platåskor som gjorde det svårare att gå. Detta ville inkvisitionen stoppa, bland annat med ett förbud för kvinnor att närvara vid kasinon.
Caterina Sagredo Barbarigo ställdes därför inför rätta och hennes kasino stängdes den 6 april 1747 av Venetianska inkvisitionen. Processen kunde dock inte förhindra att andra adelsdamer höll kasinon: redan 1751 öppnade salongsvärden Marina Sagredo Pisani ett nytt kasino, ett exempel som snart följdes av andra, och inkvisitionen tvingades 1767 tillåta adelsdamer att besöka kasinon, dock med förbehållet att de bar mask för ansiktet.
Caterina Sagredo Barbarigo är modell för flera berömda tavlor av Rosalba Carriera. 